# Halles de Fère-en-Tardenois
Les halles sont des halles situées à Fère-en-Tardenois, en France.

## Description

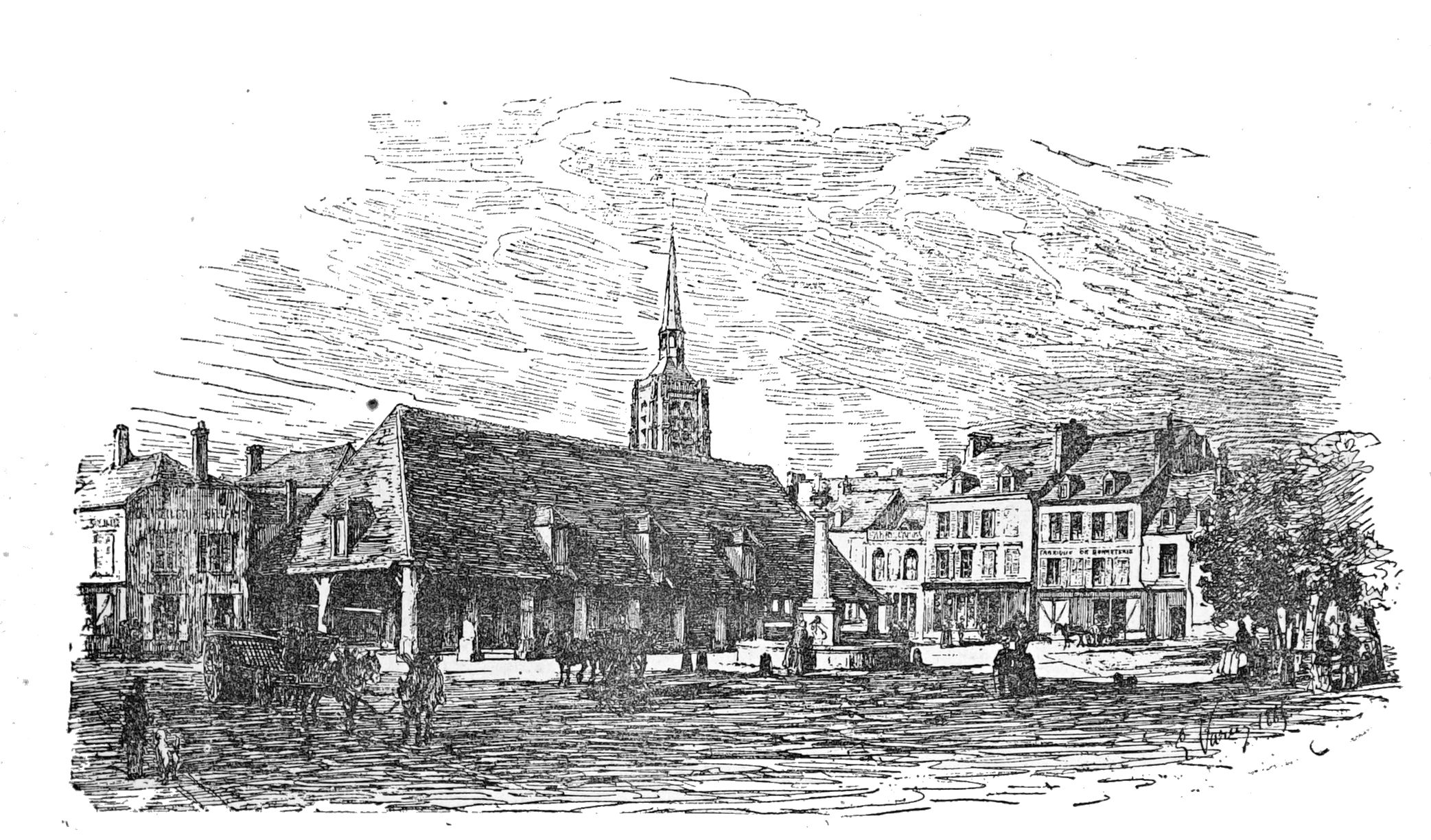
Sur un dessin
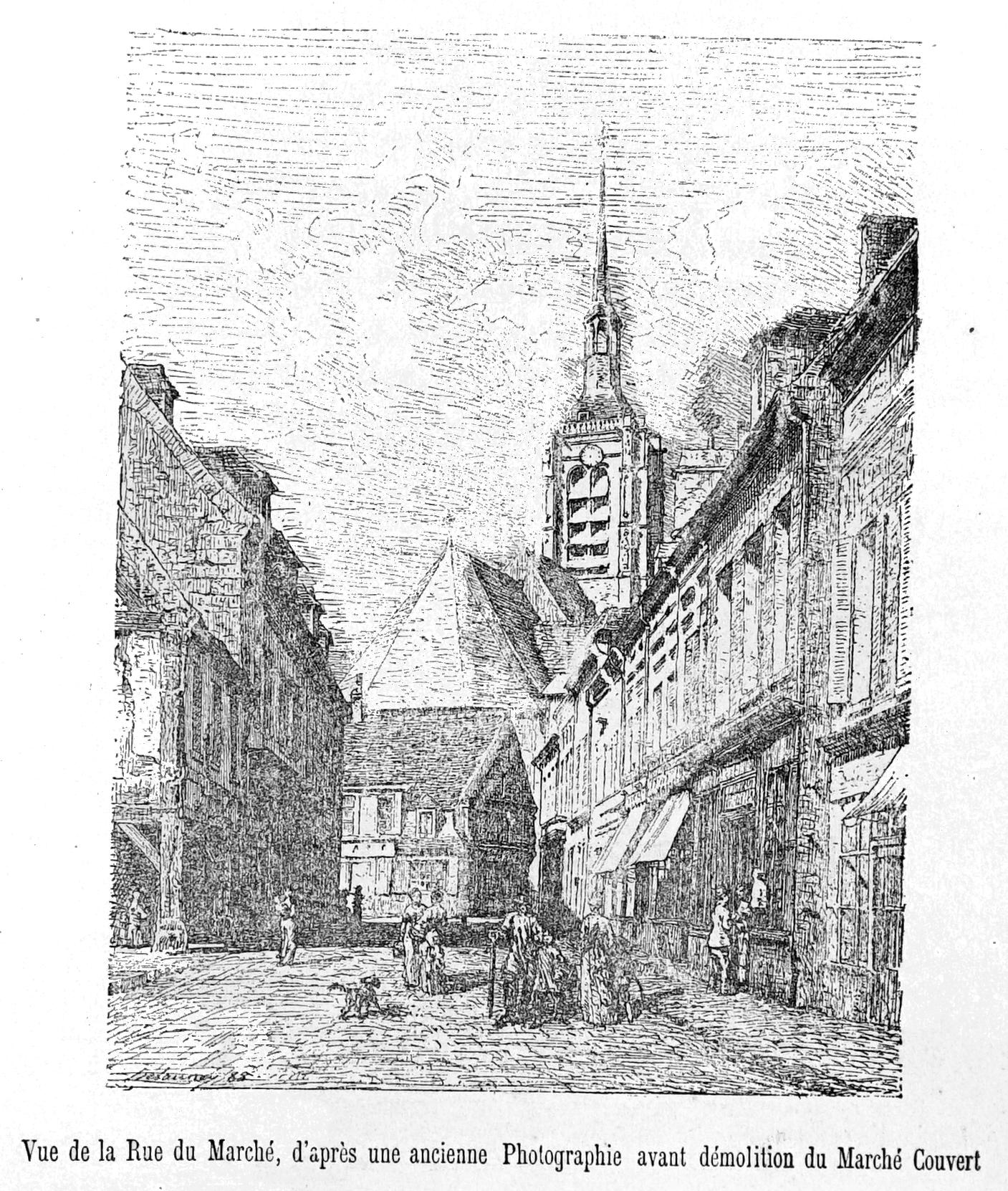
de la fin du XIXe siècle.

## Localisation
Les halles sont situées sur la commune de Fère-en-Tardenois, dans le département de l'Aisne.

## Historique
Le monument est classé au titre des monuments historiques en 1921.